# Dujiangyan-Bewässerungssystem

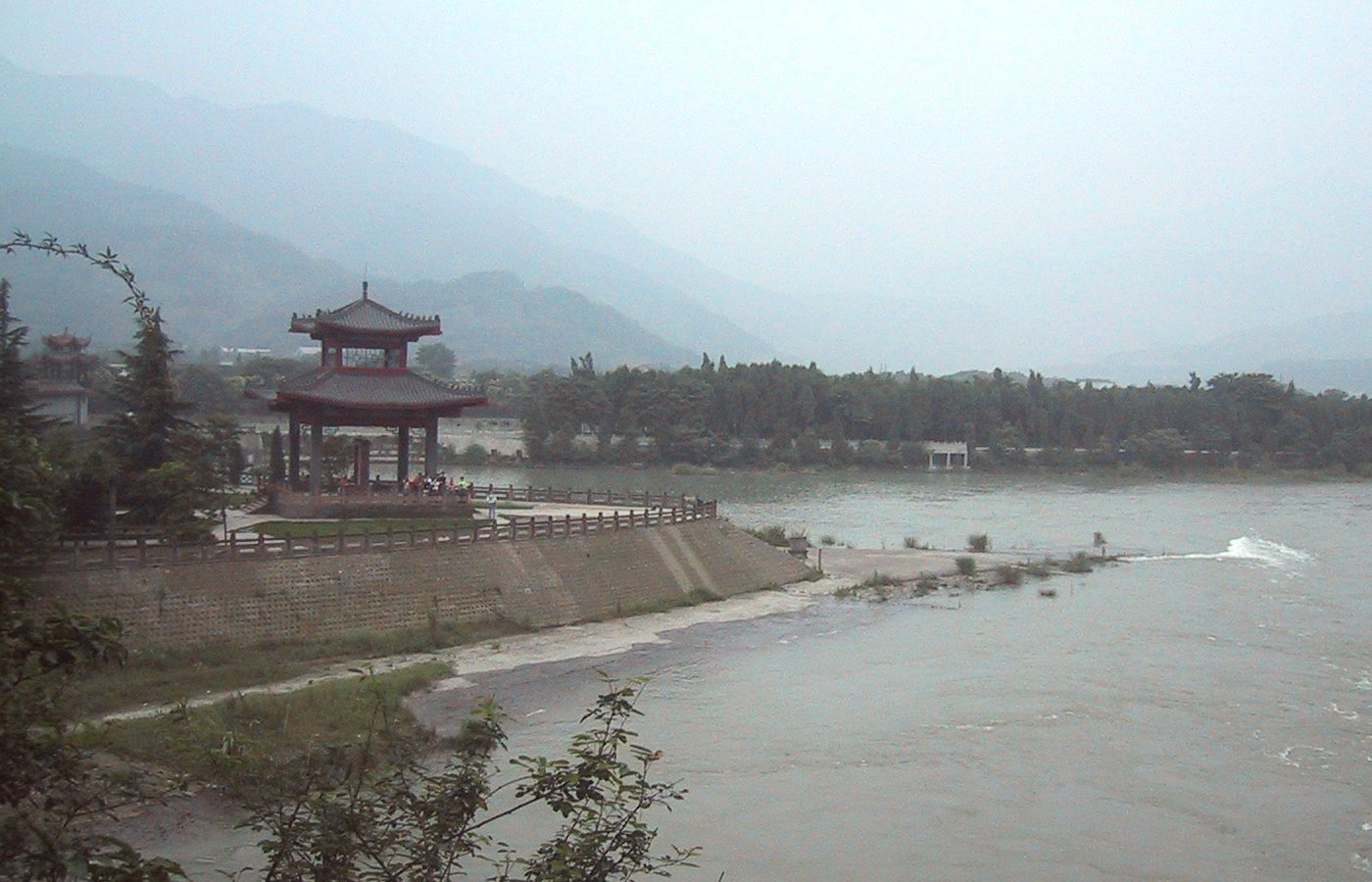
Dujiangyan

Das Dujiangyan-Bewässerungssystem liegt in der Nähe der Stadt Dujiangyan, die 60 km nordwestlich des Stadtzentrums von Chengdu an der Stelle liegt, wo sich der Min-Fluss (岷江; Pinyin: Mín Jiāng) aus dem Hügelland in die Ebene von Chengdu ergießt. Es ist ein Stauwehrsystem, das seit 2.300 Jahren den Fluss Min kontrolliert und große Wassermengen zur Bewässerung des Roten Beckens abzweigt. Die Anlagen wurden von 256 v. Chr. bis 251 v. Chr. unter dem Qin-Verwalter Lǐ Bīng (李冰) und seinem Sohn erbaut. 2006 wurden sie durch die neue Zipingpu-Talsperre ergänzt.
Seit 2000 ist Dujiangyan gemeinsam mit dem Qingcheng Shan in die UNESCO-Liste des Weltkulturerbes aufgenommen. Seit 1982 steht es auf der Liste der Denkmäler der Volksrepublik China. Andere unter Denkmalschutz stehende antike Wasserbauprojekte in China sind zum Beispiel der Zheng-Guo-Kanal und der Ling-Kanal.

## Aufbau
Die Anlage besteht aus folgenden Bereichen: dem Fischmaul (鱼嘴; yŭzŭi), dem Flugsandwehr (飞沙堰; fēishāyàn) und dem kostbaren Flaschenhals (宝瓶口; băopíngkŏu).

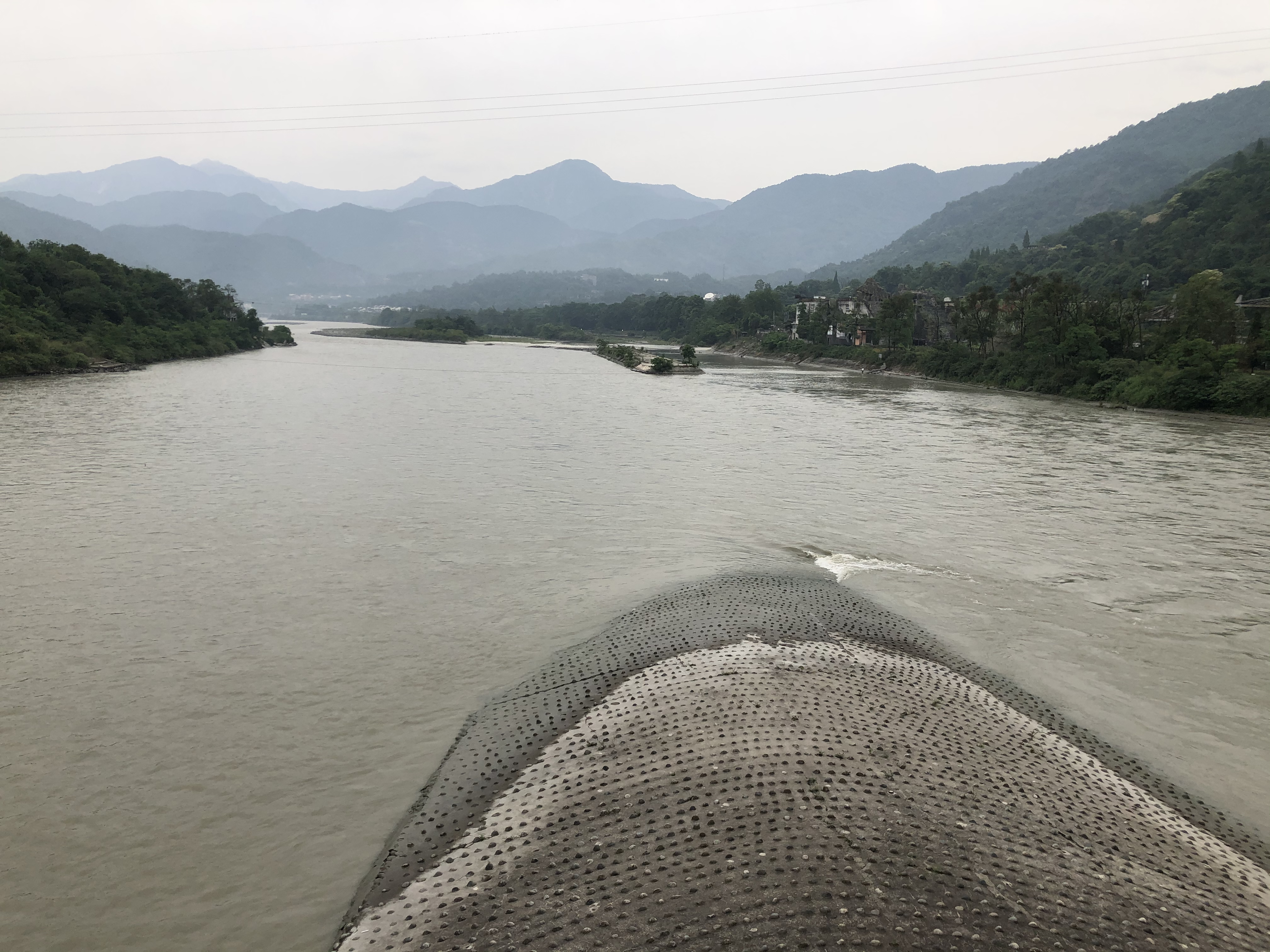
Das Fischmaul

Das Fischmaul ist ein flacher Deich, der den Min der Länge nach in einen inneren und äußeren Strom teilt. Auf dem Fischmaul ist – etwas zurückgesetzt – ein höherer Deich gebaut. Der äußere, westlich gelegene Strom, fließt als Min weiter, während der innere, östlich gelegene, als Quelle für das abzuleitende Wasser dient. Die Form des Fischmauls bewirkt eine saisonal unterschiedliche Verteilung der Wassermassen. Im wasserarmen Frühjahr fließen 40 % des Wassers in den äußeren Strom und 60 % in den inneren; zur Hochwassersaison steigt der Wasserpegel, so dass er das Fischmaul überschwemmt und sich die Aufteilungsverhältnisse umkehren: jetzt fließen 60 % des Wassers in den äußeren Strom. Durch die Konstruktion wird das Tiefenwasser mit dem Hauptanteil an Sand und Schwebeteilchen in den äußeren Strom geleitet, während das klarere Oberflächenwasser in den inneren Kanal fließt.
Für die Kontrolle der Wassermenge im inneren Strom existiert ein Überlauf. Dieser ist das Flugsandwehr, eine 710 m abwärts gelegene und 240 m breite Öffnung im Deich. Bei Hochwasser fließt der Überschuss durch das Wehr in den äußeren Strom ab, und obendrein werden Sand und Steine ausgeschwemmt, was eine Verschlammung des inneren Stroms verhindert.
Durch den kostbaren Flaschenhals wird schließlich das Wasser für die Felder in der Ebene von Chengdu abgezweigt. Der kostbare Flaschenhals ist ein künstlicher Einschnitt in die Bergflanke des Yulei Shan (玉垒山), 120 m entfernt vom Auslass des Flugsandwehrs. Er ist bis zu 28,9 m breit, 18,8 m hoch und hat eine Länge von 36 m. Dem natürlichen Gefälle folgend fließt das Wasser in Kanälen nach Südosten und bewässert die Ebene von Chengdu.